# آب‌نبات سفت (آلبوم)
آب‌نبات سفت (به انگلیسی: Hard Candy) آلبوم یازدهم مدونا خواننده آمریکایی، در ۱۹ آوریل ۲۰۰۸ در سراسر جهان منتشر شد. اولین تک‌آهنگ این آلبوم آهنگ "۴ دقیقه" بود، که در تاریخ ۲۴ مارس ۲۰۰۸ منتشر شد.